# 叶贞琴
叶贞琴（1963年9月—），江西上犹人。男，汉族。1984年3月加入中国共产党，1984年8月参加工作。南京农学院农经系农业经济管理专业毕业，大学学历，公共管理硕士，农经师。现任广东省人大常委会副主任。中华人民共和国政治人物。

## 简历
1980年起就读于南京农学院农经系农业经济管理专业。本科毕业后进入农牧渔业部工作并长期任职于农业部，历任农业局综合处干部、农业司综合粮油处干部、农业司粮油处主任科员、农业司办公室副主任、主任、农业司粮油处处长、农业司副司长、种植业管理司副司长、发展计划司副司长、种植业管理司司长、发展计划司（全国农业资源区划办公室）司长（主任）等多个部门的职务。
2015年12月，叶贞琴获任命为农业部办公厅主任，此后还一度任农业部新闻发言人。
2017年2月，叶贞琴升任农业部党组成员（副部级）。同年8月，获国务院任命为农业部副部长。
2018年1月22日，广东省十二届人大常委会第三十八次会议经表决决定任命叶贞琴为广东省人民政府副省长，这是叶贞琴首次离开农业系统转往地方任职。
2018年12月，经中共中央批准任中共广东省委常委。同月17日，广东省十三届人大常委会第八次会议表决通过，接受其辞去广东省副省长职务的请求，但仍然担任省政府党组成员。并负责广东省政府水利、农业农村、退役军人事务、供销社、扶贫方面工作。也分管省水利厅、农业农村厅、退役军人事务厅、农科院、农垦总局、供销社。联系省民族宗教委，省气象局，水利部、农业农村部驻粤相关机构。
2022年1月，当选为广东省人大常委会副主任。同年5月，卸任中共广东省委常委。